# Marc Quinn
|  | Per a altres significats, vegeu «Quinn». |

Marc Quinn (Londres, 8 de gener de 1964) és un artista plàstic contemporani anglès. El seu treball inclou l'escultura, la instal·lació i la pintura.
Quinn explora què són els éssers humans en el món actual a través de subjectes com el cos, la genètica, la identitat, el medi ambient i els mitjans de comunicació. En la seva obra utilitza materials molt diversos com ara sang, pa i flors, així com marbre i acer inoxidable. Quinn ha estat objecte d'exposicions en solitari al Museu Sir John Soane, la Tate, la National Portrait Gallery, la Fundació Beyeler, la Fondazione Prada i la South London Gallery.
L'artista ha estat un membre notable del moviment dels joves artistes britànics (Young British Artists), amb sobretot Sarah Lucas i Damien Hirst.
Quinn és una celebritat internacional que ha estat comissionat per a la primera edició del quart socle de Trafalgar Square l'any 2004, per a la qual ha exposat Alison Lapper Pregnant.
Quinn és principalment conegut per a Self (1991-present), una sèrie d'autoretrats congelats realitzats amb la seva pròpia sang, i que ha fet l'objecte d'una retrospectiva a la fundació Beyeler l'any 2009.
Quinn viu i treballa a Londres.